# 리도어
리도어는 대한민국의 음악 그룹이다. 2021년 싱글 《영원은 그렇듯》으로 데뷔했다.

## 방송
- 아시안탑밴드 (2020) - 한국 대표 선발전 Top16

## 음반
- 영원은 그렇듯 (2021)
- 내 방안은 푸른 바다 (2021)